# 一字山経塚
一字山経塚（いちのじやまきょうづか）は、秋田県仙北郡美郷町金沢に所在する平安時代末期の経塚。江戸時代の旅行家で博物学者の菅江真澄によって記録されている。

## 概要
経塚は秋田県南部の仙北郡美郷町金沢字館ヶ沢に所在する。菅江真澄遊覧紀『月の出羽路仙北郡』の記録によれば、石製の箱形容器に白銅製の経筒を納め、石室をつくって埋納していた。経筒の中には、法華経を書写した紙本経が入っていたという。経には次の文言が併記されている。
埋納者の氏名と埋納の紀年が判明している貴重な事例といえる。仁安3年は西暦1168年、「金兼宗（こんのかねむね）」は文献資料には登場せず、前九年の役（1051年-1062年）において源頼義・源義家側に立って安倍氏と戦った陸奥国気仙郡の豪族に金為時という人物が知られているものの、そのつながりは不明である。江戸時代の『秋田六郡三十三観音巡礼記』は、「万徳長者は雄勝・平鹿・山北の三郡を百姓に耕作させ、大きな屋敷に住し、数えきれないほどの蔵をもっている」として平安時代における横手盆地の長者伝説を伝えているが、この伝説は在地領主として出羽清原氏の成長を物語るものといわれ、金兼宗もそうした在地領主のひとりであっただろうと推測される。